# 岩手県道202号普代小屋瀬線
岩手県道202号普代小屋瀬線（いわてけんどう202ごう ふだいこやせせん）は、岩手県下閉伊郡普代村と岩手郡葛巻町を結ぶ一般県道である。

## 概要
岩手県の沿岸北部と内陸部を結ぶ50km超の県道。普代側は安家渓谷に沿って走るが、葛巻側には急勾配未舗装狭路の鈴峠がある。葛巻に入って泥這地区からは馬淵川に沿って走り、やがて国道340号と合流する。
なお安家洞のある元村地区では岩手県道7号久慈岩泉線と交差するが、幅員狭小および急勾配区間解消のため安家バイパスが建設され、当線とは立体交差する形に変わり、直接接続していない。
下閉伊郡岩泉町安家字大坂本～下閉伊郡岩泉町安家字大坂本鈴峠間は、平成28年台風第10号の被害に遭い、以降通行止めとなっている。

### 路線データ
- 起点：下閉伊郡普代村普代（国道45号交点）
- 終点：葛巻町江刈字荒沢口（国道340号交点）

## 地理

### 通過する自治体
- 下閉伊郡
  - 普代村
  - 岩泉町
- 岩手郡
  - 葛巻町

### 交差する道路
- 国道45号（起点）
- 岩手県道273号安家玉川線（岩泉町安家字年々口）
- 国道340号（終点）

### 沿線の施設など
- 安家洞